# Aïn Chock
Aïn Chock est un des 16 arrondissements de la commune de Casablanca. C'est l'unique arrondissement de la préfecture de Aïn Chock.
Cet arrondissement connait de 2003 à 2015 (années des derniers recensements), une hausse de population, passant de 188 118 habitants à 253 600 habitants, puis 374 707 en 2024.

## Siège
Le siège de l'arrondissement est situé Boulevard Adawra. L'arrondissement communique avec ses administrés via une page Facebook.

## Élections 2021
Le Président de l'arrondissement Ain Chock est Mohamed Chafik Benkirane. (محمد شفيق إبن كيران).
Les autres élus de l'arrondissement sont :
| Liste des élus de Ain Chock | Liste des élus de Ain Chock | Liste des élus de Ain Chock             |
| --------------------------- | --------------------------- | --------------------------------------- |
| Mohamed Chafik Benkirane    | محمد شفيق إبن كيران         | Président de l'arrondissement Ain Chock |
| Meriem Walhan               |                             | Membre du conseil d'arrondissement      |
| Abdellatif Naciri           |                             | Membre du conseil d'arrondissement      |
| Abdelhadi Mouhsen           |                             | Membre du conseil d'arrondissement      |
| Mohamed Bahou               |                             | Membre du conseil d'arrondissement      |
| Ahmed Mouftah               |                             | Membre du conseil d'arrondissement      |
| Laila Bouho                 |                             | Membre du conseil d'arrondissement      |
| Lahjaouzi Noureddine        |                             | Membre du conseil d'arrondissement      |
| Nadia Raha                  |                             | Membre du conseil d'arrondissement      |
| Aamir Fakir                 |                             | Membre du conseil d'arrondissement      |
| Mohamed Souirdi             |                             | Membre du conseil d'arrondissement      |
| Lakbira Amari               |                             | Membre du conseil d'arrondissement      |
| Majoud Halima               |                             | Membre du conseil d'arrondissement      |
| Benaissa Chahbi             |                             | Membre du conseil d'arrondissement      |
| Hind Ghazali                |                             | Membre du conseil d'arrondissement      |
| -Abdessalam Sakhi           |                             | Membre du conseil d'arrondissement      |
| Abdelhak Chafik             |                             | Membre du conseil d'arrondissement      |
| Hanane Abbass               |                             | Membre du conseil d'arrondissement      |
| Mohamed Fahim               |                             | Membre du conseil d'arrondissement      |
| Nawal Rouchdi               |                             | Membre du conseil d'arrondissement      |
| Abdelmajid Benhanna         |                             | Membre du conseil d'arrondissement      |
| Najat Chamil                |                             | Membre du conseil d'arrondissement      |
| Amina Mokrane               |                             | Membre du conseil d'arrondissement      |
| Mohamed Bousrif             |                             | Membre du conseil d'arrondissement      |
| Bouchra Wahyb               |                             | Membre du conseil d'arrondissement      |